# Riggert Munsterhjelm
Karl Riggert Munsterhjelm, född 3 oktober 1954 i Ekenäs, är en finländsk målare och biolog. 
Munsterhjelm studerade måleri för Georges von Swetlik 1977–1991 samt botanik och zoologi vid Helsingfors universitet. Han har målat realistiska landskap, interiörer och stilleben i en traditionell, klassisk stil och höll sin första utställning 1982. Han har tagit intryck av sin lärare von Swetlik, som han 1987 medverkade till att göra en tv-film om, och under studieresor till Italien. Munsterhjelm har illustrerat både naturvetenskapliga och skönlitterära arbeten samt målat en rad beställningsporträtt. Han återvände till forskningen på heltid 1998 och blev filosofie doktor 2005 på en avhandling om växtligheten i grunda havsvikar som indikation på miljöförändringar.